# Матіясевич Михайло Степанович
Михайло Степанович Матіясевич (23 травня (4 червня) 1878, Смоленськ — 5 серпня 1941, Київ) — російський і радянський воєначальник. Учасник Громадянської війни. Був тричі командармом — 7-ї, 3-ї і 5-ї армій, відповідно за значимістю всіх похованих у столиці України радянських військових займає друге місце — після Ватутіна.

## Біографія

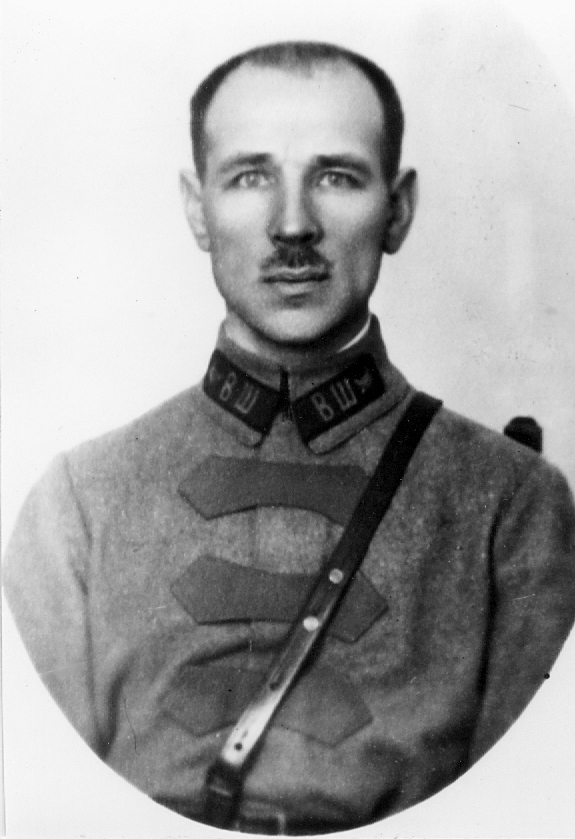
Зображення М. С. Матіясевича на місці поховання

Народився 23 травня (4 червня) 1878 року в Смоленську в родині дворянина, військового. Освіту здобув у Ярославському кадетському корпусі, який закінчив в 1900 році. В 1902 році закінчив Одеське піхотне юнкерське училище.
У 1904 році добровольцем пішов на фронт, герой російсько-японської війни. Будучи поручиком 220-го піхотного Єпифанського полку в битві під Ляояном на річці Шахе був важко поранений японською шрапнеллю: отримав два поранення і важку контузію. Нагороджений орденом Святої Анни 4-го ступеня з написом «За хоробрість». За особливим розпорядженням Миколи II після тривалого лікування він був відряджений курсовим офіцером у Віленське військове училище: «для повчання молодого покоління як зразок честі, хоробрості, героїзму, стійкості і витримки російського офіцера».
На 1 січня 1909 року — штабс-капітан 3-го піхотного Нарвського генерал-фельдмаршала князя Михайла Голіцина полку в Смоленську. У 1911—1915 роках знову у Віленському військовому училищі на посаді курсового офіцера училища. У 1914 році — капітан.
У Першу світову війну після 1 грудня 1914 року знову за особистим бажанням відбув у діючу армію. З 1915 року командував ротою і батальйоном на Західному і Північному фронтах. Був чотири рази поранений. Полковник (від липня 1916 року). У 1917 році командував 717-м піхотним Сандомирським полком (4-ї черги; 180-а піхотна дивізія, 34-й армійський корпус, 5-та армія, Північний фронт). У дні Жовтневого перевороту був одноголосно обраний командиром цього полку. У лютому 1918 року демобілізований, а у квітні 1918 року добровільно вступив в РСЧА.
У Червоній Армії послідовно обіймав посади:
- помічника воєнрука і воєнрука Вітебського загону Західної ділянки завіси (квітень—липень 1918 року), формував і очолював 1-й Смоленський полк, бригаду і дивізію;
- 12 липня 1918 — 20 вересня 1918 — начальник 1-й Смоленської піхотної дивізії;
- 21 вересня 1918 — 14 листопада 1918 — командувач Правою групою 5-ї армії під Казанню;
- 14 листопада 1918 — квітень 1919 — начальник 26-ї стрілецької дивізії.
- з 1 липня 1919 року — командувач 7-ю армією, що відстояв Петроград від Північно-Західної армії Юденича. Потім перекинутий на Східний фронт і 7 жовтня 1919 року призначений командувачем 3-ю армією, котра переслідувала відступаючі війська Колчака. Після взяття Києва 3-тя армія була розформована (30-а і 51-а дивізії передані до складу 5-ї армії);
- з 8 лютого 1920 року по 29 серпня 1921 року — командувач 5-ю армією, яка розбила залишки військ Колчака, а також Азійську дивізію Унгерна. У результаті конфлікту з членом РВР армії Грюнштейном був видалений з діючої армії.

З листопада 1921 року — начальник Казанської військової школи, в 1922 році переведеної до Києва. У лютому 1922 — квітні 1924 років — начальник Об'єднаної школи імені С. С. Каменєва в Києві. З початку 1924 року у відставці через хворобу (персональний пенсіонер). У 1925 році він подавав до ГУВУЗ рапорт про повернення на службу, але отримав відмову. У 1926—1930 роках читав лекції в Київському інституті народної освіти та інших вишах Києва, працював у «Тсоавіахімі». У 1929 році закінчив Курси вдосконалення Вищого комскладу.
У січні 1931 року був арештований у справі «Весна». Провину за звинуваченням у контрреволюційній змові не визнав. Засуджений до 10 років ВТТ. Через 2 роки звільнений. У 1937 році знову заарештований за звинуваченням як і раніше. У 1940 році звільнений «за відсутністю складу злочину».

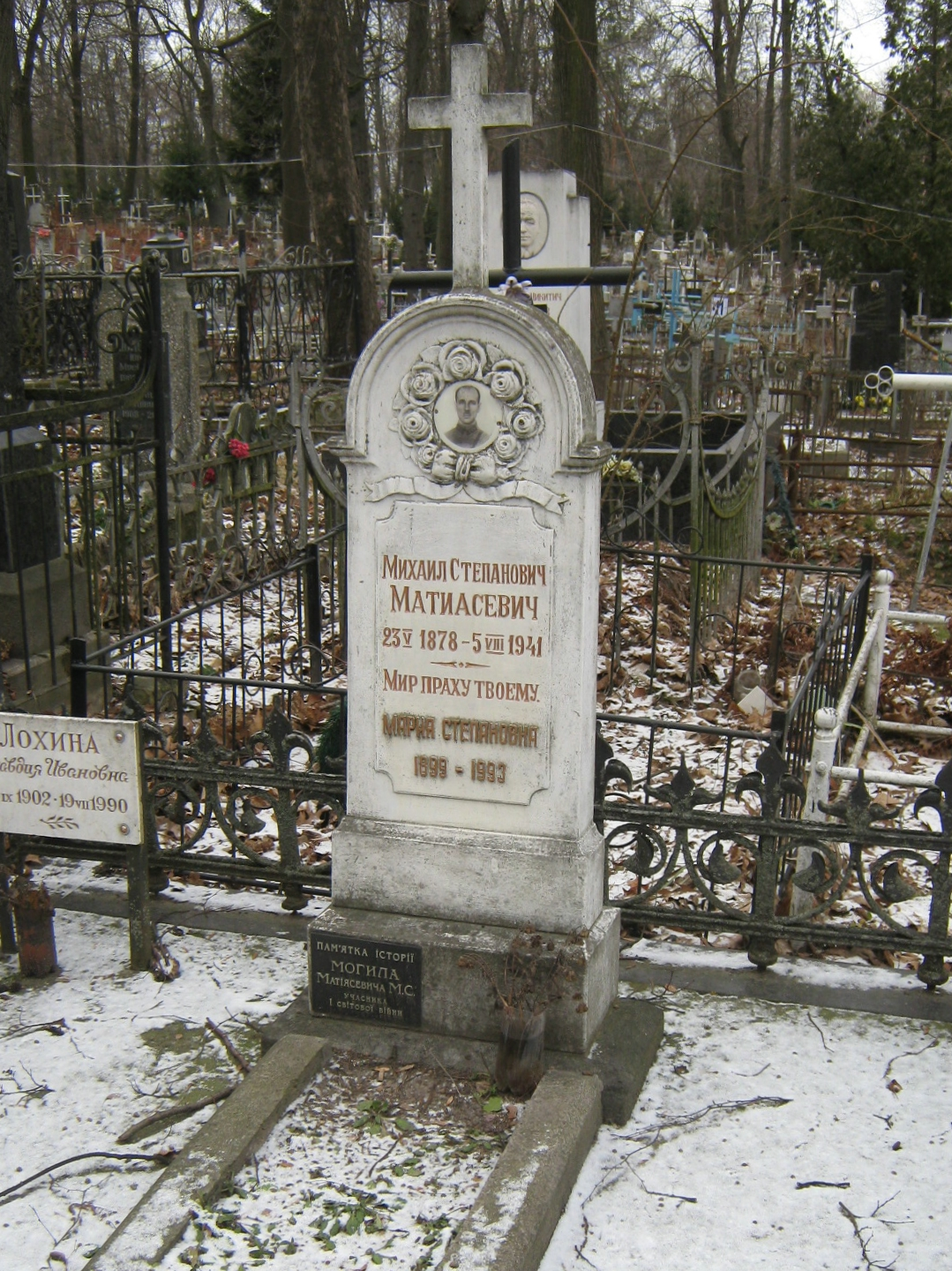
Могила Михайла Матіясевича

Помер 5 серпня 1941 року у Києві за місяць до його заняття німцями. Похований на Лук'янівському кладовищі Києва (ділянка № 13-І, ряд 4, місце 2). Надгробок — прямокутна стела з білого італійського мармуру, хрест, керамічне фото.

## Родина
Батько Михайла Степановича — майор царської армії. Його перша дружина Катерина Олексіївна Вакар, від неї мав чотирьох синів: Олексія — капітана 1 рангу, Леонтія і Володимира — інженерів, Платон — помер, коли йому був один рік. Друга дружина, Марія Степанівна Маєвська, від якої сини Михайло — інженер та Сергій — військовий, який загинув на фронті німецько-радянської війни.